# Mercer Mayer
Mercer Mayer (né le 30 décembre 1943 à Little Rock dans l'Arkansas) est un auteur pour la jeunesse et illustrateur américain, qui a publié plus de 300 ouvrages. Il est surtout populaire pour les séries des Little Critter et Little Monster.

## Biographie
En 1968 est publié son album jeunesse There's a nightmare in my closet, traduit en français sous le titre Il y a un cauchemar dans mon placard, devenu « classique américain ». Lors de la réédition du titre en 2024, Télérama écrit : « L’effrayant animal personnifie LE cauchemar dont tout petit dormeur appréhende la venue. Tapi dans le placard, il est prêt à surgir sitôt que sa future proie se sera glissée sous les draps. [...] le plus admirable tour de force de l’illustrateur reste la dégaine qu’il a donnée à son personnage. Un pyjama de nourrisson, une tête de monsieur sérieux, c’est l’être global, enfant parfait, adulte tout autant. Sans âge, éternel, comme cet album ».
L'album fait partie de la « Bibliothèque idéale » du Centre national de la littérature pour la jeunesse (BnF) en 2024, ainsi que l'album Un ours à ma fenêtre ! qu'il a illustré, sur un texte de Liesel Moak Skorpen.

## Publications
- (en) Mercer Mayer bibliography
- There's a nightmare in my closet, 1968
  - Il y a un cauchemar dans mon placard[1], éd. Delarge, 1980, et rééd., dont Gallimard, 2024
- Outside my window, texte de Liesel Moak Skorpen, 1968
  - Un ours à ma fenêtre !, éd. Circonflexe, 2005